# Idoli (gruppo musicale serbo)
Gli Idoli (in alfabeto cirillico serbo Идоли) sono stati un gruppo new wave serbo attivo nella prima metà degli anni '80 e originario di Belgrado.
Raggiunsero le hit jugoslave ed est europee con i brani "Malena" e "Plamene Zore".
Fautori di un sound innovativo e di video clip estremamente significativi per l'epoca, nella loro brevissima esperienza musicale sono riusciti a tracciare indelebilmente la storia della musica pop jugoslava. 
Ancora oggi le loro hits sono suonate nei club live dei paesi dell'ex Jugoslavia e riscuotono milioni di visualizzazioni sui principali social. 
Resta il rammarico per un gruppo dalle grandi potenzialità e spinta innovativa che non seppe mai trovare sbocco commerciale per poter valorizzare e promuovere la propria valenza artistica oltre i confini jugoslavi.

## Formazione
Ex membri
- Vlada Divljan - voce, chitarra, piano
- Nebojša Krstić
- Srđan Šaper
- Boža Jovanović - batteria
- Kokan Popović - batteria, chitarra, voce
- Zdenko Kolar - basso, voce
- Branko Isaković - basso, chitarra
- Goran Vejvoda

## Discografia
- 1981 - VIS Idoli (EP)
- 1981 - Paket aranžman
- 1982 - Odbrana i poslednji dani
- 1983 - Čokolada
- 1985 - Šest dana juna (colonna sonora)